# Adolf Cornelius Piening
Adolf Cornelius Piening (* 16. September 1910 in Süderende, Föhr; † 15. Mai 1984 in Kiel) war ein deutscher U-Boot-Kommandant im Zweiten Weltkrieg und Offizier in der Bundesmarine.

## Leben
Pienings Karriere bei der Kriegsmarine begann auf dem Panzerschiff Deutschland. Danach verbrachte er einige Jahre auf Torpedo- und Minensuchbooten, bevor er im Oktober 1940 zur U-Boot-Waffe wechselte.
Nach der üblichen Ausbildung absolvierte er im Juni 1941 eine Patrouille als Kommandantenschüler auf U 48. Im August desselben Jahres übertrug man ihm das Kommando über U 155. Mit diesem Boot war er sehr erfolgreich und konnte unter anderem am 15. November 1942 den britischen Geleitträger Avenger (Tonnage: 13.875 BRT) versenken.
Am 10. März 1944 wurde er Chef der 7. U-Flottille in St. Nazaire. Am 30. April 1945 war er an Bord von U 255 damit beauftragt, vor St. Nazaire Seeminen zu verlegen. Nach Kriegsende kam Piening in alliierte Kriegsgefangenschaft, aus der er im Januar 1948 entlassen wurde.
Piening trat am 23. April 1956 in die neu formierte Bundesmarine ein und war bis zum 31. März 1959 im Führungsstab der Marine im Bundesministerium der Verteidigung tätig. Anschließend avancierte er für ein Jahr zum Kommandeur des 1. Geleitgeschwaders, bevor er als Planungsoffizier bei der NATO im Stab COMNAVNORCENT (Commander Allied Naval Forces Northern Area Central Europe) eingesetzt wurde. Innerhalb dieser Organisation war er vom 1. April 1962 bis 30. September 1963 Leiter der Organisationsabteilung. Mit Wirkung zum 1. Oktober 1963 wurde Piening Kommandeur des Kommandos der Amphibischen Streitkräfte der Bundesmarine. Nach zwei Jahren wechselte er an die Führungsakademie der Bundeswehr, wo er Leiter der Studiengruppe war. Nach sechsmonatiger Lehrtätigkeit wurde er nach London versetzt und war hier Leiter der deutschen Delegation bei der Military Agency for Standardization. Am 31. März 1969 trat Adolf Cornelius Piening in den Ruhestand. Er liegt auf dem Kieler Nordfriedhof begraben.
Nach ihm wurde die 1943 geschaffene sogenannte Piening-Route benannt, die dazu diente, deutschen U-Booten die sichere Fahrt von der spanischen Atlantik- entlang der französischen Westküste zu ermöglichen.

## Auszeichnungen
- Spanienkreuz in Bronze mit Schwertern am 6. Juni 1939
- Eisernes Kreuz (1939) II. Klasse am 21. November 1939
- Eisernes Kreuz (1939) I. Klasse am 27. Juni 1940
- U-Boot-Kriegsabzeichen (1939) am 28. März 1942
- Ritterkreuz des Eisernen Kreuzes am 13. August 1942[2]

## Militärischer Werdegang
| - 9. Oktober 1930: Seekadett - 1. Januar 1932: Fähnrich zur See - 1. April 1934: Oberfähnrich zur See - 1. Oktober 1934: Leutnant zur See - 1. Juni 1936: Oberleutnant zur See - 1. April 1939: Kapitänleutnant - 1. April 1943: Korvettenkapitän - 23. April 1956: Fregattenkapitän - 1. April 1960: Kapitän zur See | - 23. August 1941 – Februar 1944: U 155 (8 Feindfahrten) | - 26 Versenkungen (140.449 BRT) - 1 Beschädigung (6.736 BRT) |